# My Lady Jane
My Lady Jane es una serie de televisión británica de fantasía histórica para Amazon Prime Video, protagonizada por Emily Bader, Edward Bluemel y Jordan Peters, y producida por MacDonald & Parkes. La serie, adaptada por Gemma Burgess, se basa en una serie de novelas escritas por Brodi Ashton, Cynthia Hand y Jodi Meadows, que ofrecen una reinvención fantástica de la vida de Lady Jane Grey. La primera novela, «My Lady Jane», se publicó en 2016.
Los ocho episodios de la serie se estrenaron el 27 de junio de 2024. En agosto de ese mismo año, Amazon canceló la serie después de una única temporada.

## Sinopsis
My Lady Jane es una serie de televisión británica de Amazon Prime Video que ofrece una reinvención histórica de la vida de Lady Jane Grey. La trama sigue a Lady Jane, una joven noble en la Inglaterra del siglo XVI, cuya vida da un giro inesperado cuando es nombrada reina de Inglaterra por un breve periodo de tiempo. La serie mezcla elementos de comedia, romance y fantasía, ofreciendo una versión alternativa y humorística de los eventos históricos.

## Elenco
- Emily Bader como lady Jane Grey
- Edward Bluemel como lord Guilford Dudley
- Jordan Peters como el rey Eduardo VI
- Anna Chancellor como lady Frances Grey
- Rob Brydon como Lord Dudley
- Dominic Cooper como lord Seymour
- Jim Broadbent como duque de Leicester
- Will Keen como duque de Norfolk
- Kate O'Flynn como Mary
- Máiréad Tyers como Susannah
- Isabella Brownson como Katherine Grey
- Henry Ashton como lord Stan Dudley
- Abbie Hern como Bess[4]
- Joe Klocek como Fitz
- Brandon Grace como William
- Michael Workeye como Archer

## Episodios
| Temporada | Temporada | Episodios | Emisión original    | Emisión original    |
| Temporada | Temporada | Episodios | Inicio              | Final               |
| --------- | --------- | --------- | ------------------- | ------------------- |
|           | 1         | 8         | 27 de junio de 2024 | 27 de junio de 2024 |

| N.º | Título                                                    | Director        | Guionista                                       | Primera emisión     |
| --- | --------------------------------------------------------- | --------------- | ----------------------------------------------- | ------------------- |
| 1   | «Who'll Be The Next In Line?» «¿Quien será la siguiente?» | Jamie Babbit    | Gemma Burgess                                   | 27 de junio de 2024 |
| 2   | «Wild Thing» «Rebelde»                                    | Jamie Babbit    | Ben Vanstone                                    | 27 de junio de 2024 |
| 3   | «With A Girl Like You» «Con una chica como tú»            | Jamie Babbit    | Shepard Boucher, Gemma Burgess y Meredith Glynn | 27 de junio de 2024 |
| 4   | «Bluebird Is Dead» «El pajarillo ha muerto»               | Jamie Babbit    | Cathy Lew                                       | 27 de junio de 2024 |
| 5   | «I'm Gonna Change the World» «Cambiaré el mundo»          | Stefan Schwartz | Bisanne Masoud                                  | 27 de junio de 2024 |
| 6   | «I Feel Free» «Me siento libre»                           | Stefan Schwartz | Alyssa Lerner                                   | 27 de junio de 2024 |
| 7   | «Another Girl, Another Planet» «Otra chica, otro planeta» | Stefan Schwartz | Gemma Burgess y Meredith Glynn                  | 27 de junio de 2024 |
| 8   | «God Save The Queen» «Dios salve a la reina»              | Jamie Babbit    | Gemma Burgess y Meredith Glynn                  | 27 de junio de 2024 |

## Producción

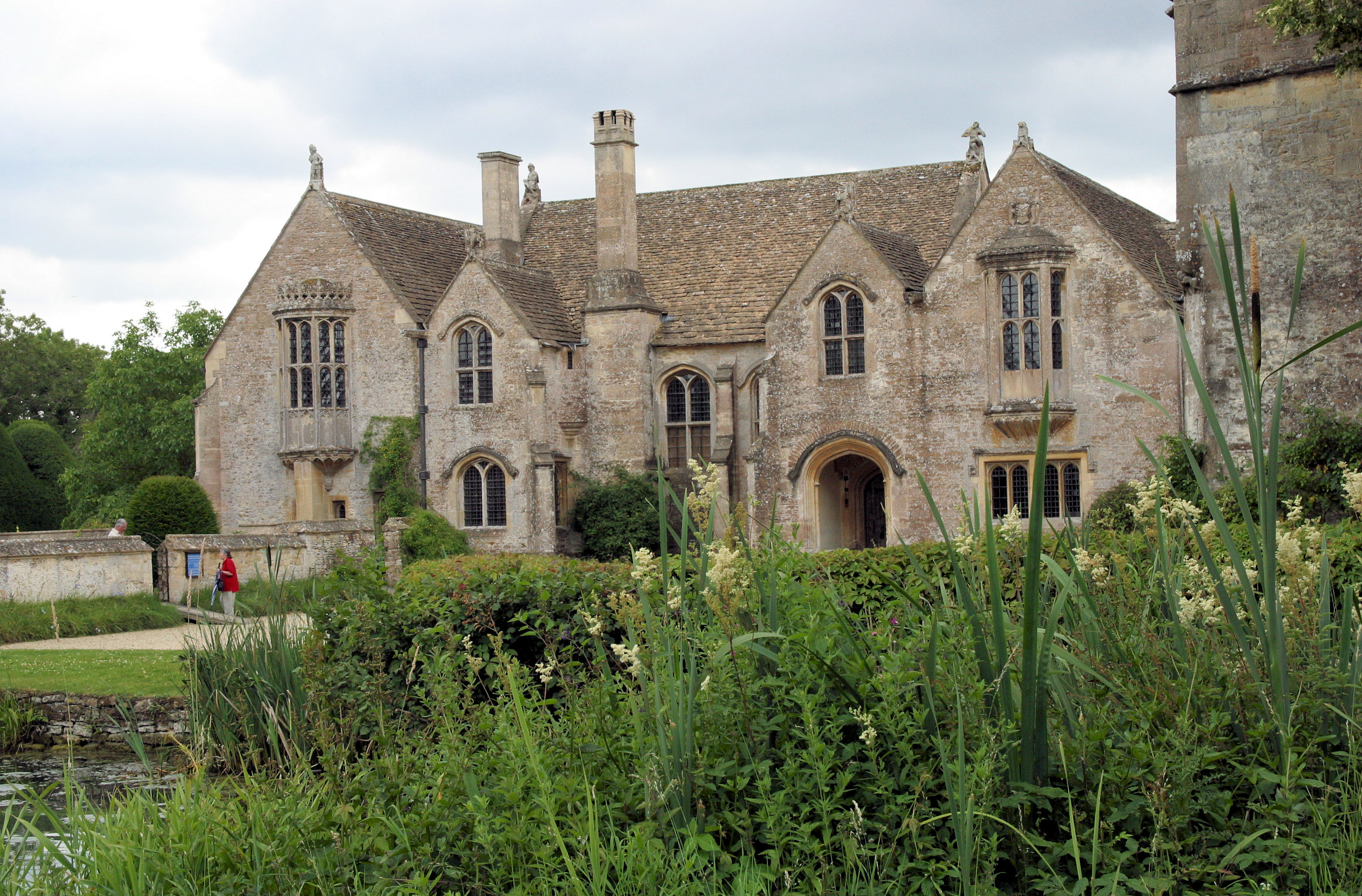
Great Chalfield Manor

La serie está basada en las novelas históricas para adultos jóvenes de Brodi Ashton, Cynthia Hand y Jodi Meadows. Parkes & MacDonald es la compañía encargada de la producción, con Gemma Burgess y Meredith Glynn como co-showrunner y productoras ejecutivas. Jamie Babbit dirigió el episodio piloto y también es productora ejecutiva, junto a Sarah Bradshaw y Laurie MacDonald. La primera temporada consta de ocho episodios. En noviembre de  2022, la productora anunció que los actores Anna Chancellor, Rob Brydon, Dominic Cooper y Jim Broadbent tendrían papeles secundarios como aristócratas.

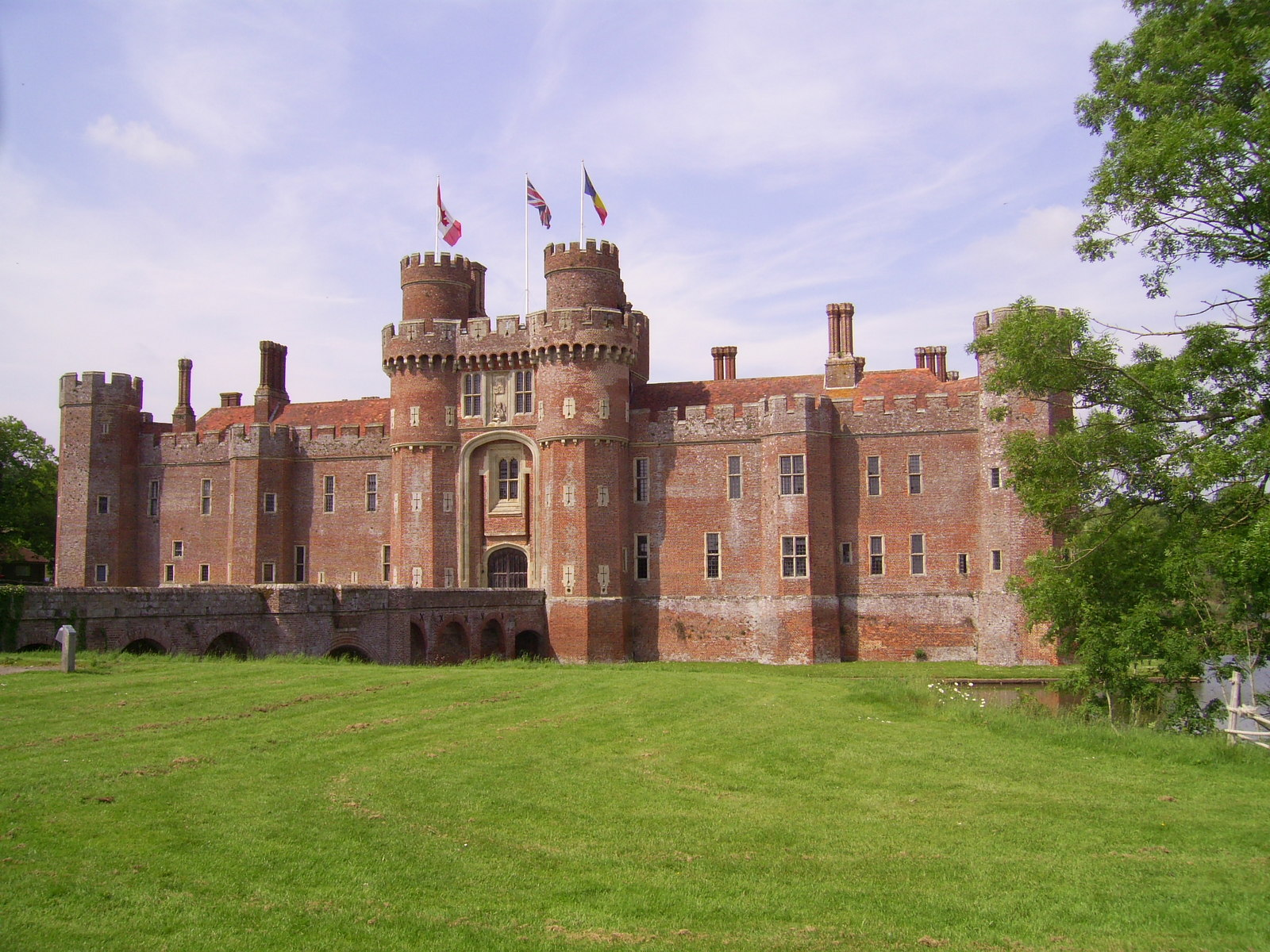
Castillo de Herstmonceux

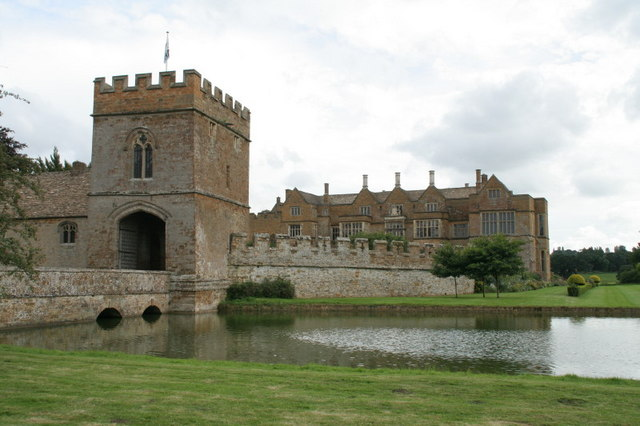
Castillo de Broughton

El rodaje se llevó a cabo en el Reino Unido en 2022, con Great Chalfield Manor, Bath en Inglaterra, como uno de los lugares de filmación. También se informó que parte del rodaje tuvo lugar en el castillo de Dover, en Kent, y sus alrededores. En noviembre de 2022, se informó que el rodaje se llevó a cabo en Great Chalfield Manor, en sustitución de la residencia de los Grey, Bradgate House, y en el castillo de Herstmonceux en Sussex Oriental, que sustituyó al palacio de Hampton Court.
El diseñador de producción Will Hughes-Jones inicialmente tenía la intención de utilizar el Hampton Court real, pero descubrió que su arquitectura había evolucionado demasiado desde el siglo XVI, mientras que Herstmonceux «se parece más al Hampton Court de entonces que al de ahora». Aun así, los terrenos de Hampton Court se utilizaron en la serie para escenas al aire libre. Hughes-Jones eligió el castillo de Broughton para la residencia de los Dudley. Otros lugares de rodaje incluyeron el castillo de Dover, Dorney Court, Hatfield House, Ashridge, el Museo al Aire Libre de Chiltern, Langley Park, Iglesia de San Bartolomé el Grande, St Etheldreda's Hatfield y Crossways Farm.

## Estreno
Inicialmente, se esperaba que la serie se estrenara en Amazon Prime Video en 2023, pero posteriormente su estreno se pospuso hasta el 27 de junio de 2024.

## Recepción
En el agregador de reseñas Rotten Tomatoes, la serie tiene una puntuación del 92 %, según veinticuatro reseñas con una calificación promedio de 7,0/10. El consenso de los críticos del sitio web dice: «Una fantasía lúdica para almas revisionistas, My Lady Jane tiene su pastel y lo domina todo». En Metacritic, que utiliza un promedio ponderado, la serie tiene una puntuación promedio ponderada de 70/100 basada en once críticas, lo que indica críticas «generalmente favorables».

## Banda sonora original
La banda sonora presenta versiones clásicas del rock británico interpretadas por músicas de rock británicas actuales.
| My Lady Jane (Banda sonora original de la serie) lista de canciones |                               |          |  |
| N.º                                                                 | Título                        | Duración |  |
| 1.                                                                  | «Jane's Escape»               | 1:33     |  |
| 2.                                                                  | «My Lady Jane»                | 2:33     |  |
| 3.                                                                  | «Quite Contrary»              | 2:17     |  |
| 4.                                                                  | «Never Say Die»               | 2:19     |  |
| 5.                                                                  | «Gurdy Two Shoes»             | 2:04     |  |
| 6.                                                                  | «Prettier When You Smile»     | 1:45     |  |
| 7.                                                                  | «The Tavern Heist»            | 2:04     |  |
| 8.                                                                  | «New Life»                    | 1:11     |  |
| 9.                                                                  | «King Edward»                 | 1:14     |  |
| 10.                                                                 | «Lust at First Sight»         | 0:35     |  |
| 11.                                                                 | «Jane in Court»               | 2:29     |  |
| 12.                                                                 | «Your Majesty»                | 1:31     |  |
| 13.                                                                 | «Manacled»                    | 4:12     |  |
| 14.                                                                 | «Tofana»                      | 2:30     |  |
| 15.                                                                 | «Lyre Lyre Pants on Fire»     | 2:05     |  |
| 16.                                                                 | «Two Legs or Four»            | 1:18     |  |
| 17.                                                                 | «Guildford»                   | 2:04     |  |
| 18.                                                                 | «Execution»                   | 1:32     |  |
| 19.                                                                 | «Another Heart Whispers Back» | 4:30     |  |
| 20.                                                                 | «Transformation»              | 3:00     |  |
| 21.                                                                 | «Follow that Barge»           | 2:07     |  |
| 22.                                                                 | «Micromanaging»               | 1:47     |  |
| 23.                                                                 | «Lambkins»                    | 3:21     |  |
| 24.                                                                 | «Target Practice»             | 2:41     |  |
| 25.                                                                 | «Unshackled»                  | 2:35     |  |
| 26.                                                                 | «Will for Succession»         | 5:03     |  |
| 27.                                                                 | «Change This Country»         | 3:02     |  |
| 28.                                                                 | «Swashbuckling»               | 4:48     |  |
| 29.                                                                 | «Showtrial»                   | 3:08     |  |
| 30.                                                                 | «Previously on My Lady Jane»  | 1:25     |  |
| 31.                                                                 | «Jane's Escape - Reprise»     | 1:30     |  |

| My Lady Jane (Banda sonora original de la serie) lista de canciones |                                       |                |          |  |
| N.º                                                                 | Título                                | Artista(s)     | Duración |  |
| 1.                                                                  | «Tainted Love»                        | Goat Girl      | 2:55     |  |
| 2.                                                                  | «Wild Thing»                          | Black Honey    | 2:28     |  |
| 3.                                                                  | «I'm a Man»                           | Lizzie Esau    | 2:17     |  |
| 4.                                                                  | «She's Not There»                     | Griff          | 2:00     |  |
| 5.                                                                  | «The Chain»                           | CHINCHILLA     | 3:45     |  |
| 6.                                                                  | «Dreamer»                             | Katy J Pearson | 3:54     |  |
| 7.                                                                  | «Sail Away»                           | HotWax         | 3:44     |  |
| 8.                                                                  | «Ever Fallen in Love»                 | Yonaka         | 3:00     |  |
| 9.                                                                  | «I Feel Free (Amazon Music Original)» | Poppy Ajudha   | 3:03     |  |

## Cancelación
El 16 de agosto de 2024, Prime Video anunció que cancelaba la serie después de una única temporada. Para conseguir que se renueve la serie, se ha lanzado una petición en el sitio web Change y crearon un sitio web.  En junio de  2025, la petición había reunido más de 120 000 firmas.